# Antichthon
Antichthon est une revue académique d’études classiques basée en Australie et en Nouvelle-Zélande qui est publiée par la Société australasienne d’études classiques (en).
Elle se concentre sur la Rome et la Grèce antique, mais de façon très large en incluant la Méditerranée, le Proche-Orient ancien couvre la période des débuts de la civilisation jusqu’à la fin du Haut Moyen Âge.
La revue fut créée peu après la fondation de la Société australienne d’études classiques en 1966 et publia son premier numéro en 1967.